# Гейджи, Джастин
Джа́стин Рэй Ге́йджи (англ. Justin Ray Gaethje; род. 14 ноября 1988, Тусон, Аризона, США) — американский боец смешанных боевых искусств, выступающий под эгидой UFC в лёгкой весовой категории. Бывший временный чемпион UFC в лёгком весе. Бывший чемпион WSOF в лёгком весе.
Занимает 5 строчку рейтинга UFC в лёгком весе. Бывший Обладатель пояса BMF.

## Биография
Джастин Гейджи начал заниматься спортивной борьбой ещё в детском возрасте и продолжил оттачивать свои борцовские навыки в школе, где дважды смог стать чемпионом штата Аризона в своей возрастной группе. Спортивные достижения Гейджи в борьбе помогли ему поступить в колледж на стипендию. Будучи студентом, Гейджи входит в число лучших борцов США в своей весовой категории. В это же время Гейджи начинает интересоваться смешанными единоборствами. Он выступает в различных любительских поединках, начиная с 2008 года, одерживая 7 побед подряд.
Его дебют в профессиональном MMA состоялся 20 августа 2011, в своём первом поединке ему потребовалось чуть больше минуты, чтобы отправить в нокаут Кевина Крума. Одержав 7 дебютных побед в различных коммерческих промоушенах, Гейджи подписывает контракт с WSOF. Джастин Гейджи продолжает двигаться победной поступью по дивизиону легковесов в новом промоушене. Одержав три стартовых победы, он получает титульный бой за чемпионство WSOF в лёгком весе. 18 января 2014 года в главное бое вечера Гейджи одерживает победу техническим нокаутом над Ричардом Петишноком и становится обладателем чемпионского пояса WSOF в лёгком весе. После этой победы Джастин Гейджи продолжает штамповать победы, защищая своё чемпионство, он последовательно побеждает Ника Ньюэлла, Мелвина Гилларда, Луиса Паломино (дважды), Брайана Фостера и Луиса Фирмину.

### UFC
Свой дебют в UFC Джастин Гейджи совершил 7 июля 2017 года в рамках турнира The Ultimate Fighter: Redemption Finale, который проходил в Лас-Вегасе. Его соперником в главном бою вечера стал Майкл Джонсон. Гейджи нокаутировал своего оппонента уже во втором раунде. В двух последующих поединках Гейджи своим соперникам уступил — его нокаутировали более опытные Эдди Альварес и Дастин Пуарье.
Далее Джастин Гейджи начал свою победную серию в смешанных единоборствах: 25 августа 2018 года Гейджи выиграл нокаутом поединок против Джеймса Вика. 30 марта 2019 года Гейджи нокаутирует в главном бою вечера Эдсона Барбозу в рамках турнира UFC on ESPN 2. 14 сентября 2019 года Гейджи победил «Ковбоя» Дональда Серроне. 9 мая 2020 года Джастин Гейджи неожиданно сошёлся в поединке с Тони Фергюсоном. Дело в том, что соперником Фергюсона в бою на UFC 249 должен был быть действующий чемпион в лёгком весе россиянин Хабиб Нурмагомедов, но из-за закрытия границ, вызванных пандемией COVID-19 Нурмагомедов не смог принять участия в поединке и его заменил Гейджи. Гейджи нокаутировал Фергюсона и отобрал у того титул временного чемпиона UFC в лёгком весе. Также он получил бонусы за «Бой вечера» и «Выступление вечера».

## Личная жизнь
Джастин Гейджи получил степень бакалавра в области гуманитарных и социальных наук в University of Northern Colorado. Он планировал стать социальным работником, чтобы помогать подросткам из уязвимых слоёв общества.
Гейджи подвергся фоторефракционной кератэктомии, чтобы исправить своё зрение. Сам Гейджи заявлял: «Раньше я был почти слеп. У меня было ужасное зрение. Один глаз был 20/50, а другой 20/200. Я был дальнозорким в одном глазу и близоруким в другом».

## Титулы и достижения
- National Collegiate Athletic Association
  - Division I All-American out of the University of Northern Colorado (2010)[19]
  - 2010 Division I 157 lb Championship — 7th Place[20][21]
- Arizona Interscholastic Association
  - AIA 145 lb AAA State Champion out of Safford High School (2004)
  - AIA 152 lb AAA State Champion out of Safford High School (2005)
  - AIA 152 lb AAA State Champion out of Safford High School (2006)
  - AIA 160 lb AAA State Champion out of Safford High School (2007)

### Смешанные боевые искусства
- Ultimate Fighting Championship
  - Обладатель пояса BMF
  - Обладатель премии «Бой года» (два раза) против Майкла Джонсона и Майкла Чендлера
  - Временный чемпион UFC в лёгком весе (один раз)
  - Обладатель премии «Лучший бой вечера» (шесть раз) против Майкла Джонсона, Эдди Альвараса, Дастина Пуарье, Эдсона Барбозы, Тони Фергюсона и Майкла Чендлера[22][23][24][25][26]
  - Обладатель премии «Выступление вечера» (четыре раза) против Майкла Джонсона, Джеймса Вика, Дональда Серроне и Тони Фергюсона[22][26][27][28]
- World Series of Fighting
  - Чемпион WSOF в лёгком весе (Один раз, первый)
  - Наибольшее количество побед в титульных поединках (6)
  - Наибольшее количество защит титула (5)
  - Самая длинная сери побед в лёгком весе (10)
  - Наибольшее количество побед нокаутом (9)
- World MMA Awards
  - 2017 «Бой года» против Эдди Альвараса[29]
  - 2017 «Камбэк года» против Майкла Джонсона[29]
- MMAjunkie
  - 2015 «Бой месяца» (март) против Луис Паломино[30]
  - 2015 «Бой месяца» (сентябрь) против Луис Паломино[31]
- Yahoo! Sports
  - 2015 «Лучший бой полугодья» против Луис Паломино[32]
- Sherdog
  - 2017 «Бой года» против Майкла Джонсона[33]
  - 2017 «Раунд года» (второй раунд) против Майкла Джонсона[34]
  - 2018 «Бой года» против Дастина Пуарье[35]
- Bleacher Report
  - 2017 «Бой года» против Майкла Джонсона[36]
- RealSport
  - 2017 «UFC дебют года» против Майкла Джонсона[37]
- CBS Sports
  - 2017 «Бой года» против Майкла Джонсона[38]
- MMAjunkie.com
  - 2017 «Раунд года» (первый раунд) против Майкла Джонсона[39]
  - 2018 «Бой года» против Дастина Пуарье[35]
- Bloody Ellbow
  - 2017 «Лучший бой года» против Майкла Джонсона[40]
- MMAWeekly.com
  - 2018 «Бой года» против Дастина Пуарье[41]
- CombatPress.com
  - 2018 «Бой года» против Дастина Пуарье[42]
- MMADNA.nl
  - 2017 «Бой года» против Эдди Альвараса[43]
  - 2017 «Дебют года»[43]

## Статистика в профессиональном ММА
| Боёв 31  | Побед 26 | Поражений 5 |
| -------- | -------- | ----------- |
| Нокаутом | 20       | 3           |
| Сдачей   | 1        | 2           |
| Решением | 5        | 0           |

| Результат | Рекорд | Соперник           | Способ                            | Турнир                                  | Дата             | Раунд | Время | Место                          | Примечание |
| --------- | ------ | ------------------ | --------------------------------- | --------------------------------------- | ---------------- | ----- | ----- | ------------------------------ | --- |
| Победа    | 26-5   | Рафаэль Физиев     | Единогласное решение              | UFC 313                                 | 9 марта 2025     | 3     | 5:00  | Лас-Вегас, Невада, США         | «Бой вечера» (9) |
| Поражение | 25-5   | Макс Холлоуэй      | KO (удар)                         | UFC 300                                 | 13 апреля 2024   | 5     | 4:59  | Лас-Вегас, Невада, США         | «Бой вечера» (8); «Бой года» (3);Утратил пояс BMF                                                                            |
| Победа    | 25-4   | Дастин Порье       | KO (хай-кик)                      | UFC 291                                 | 29 июля 2023     | 2     | 1:00  | Солт-Лейк-Сити, Юта, США       | Завоевал пояс BMF. «Выступление вечера» (5)                                                                                  |
| Победа    | 24-4   | Рафаэль Физиев     | Решение большинства               | UFC 286                                 | 18 марта 2023    | 3     | 5:00  | Лондон, Англия, Великобритания | «Бой вечера» (7) |
| Поражение | 23-4   | Чарльз Оливейра    | Сабмишн (удушение сзади)          | UFC 274                                 | 7 мая 2022       | 1     | 3:22  | Финикс, США                    | Бой за вакантный титул чемпиона UFC в лёгком весе. Оливейра не уложился в лимит весовой категории, показав на весах 70,53 кг |
| Победа    | 23-3   | Майкл Чендлер      | Единогласное решение              | UFC 268                                 | 6 ноября 2021    | 3     | 5:00  | Нью-Йорк, США                  | «Бой вечера» (6). «Бой года» (2) (2021)                                                                                      |
| Поражение | 22-3   | Хабиб Нурмагомедов | Технический сабмишн (треугольник) | UFC 254                                 | 24 октября 2020  | 2     | 1:34  | Абу-Даби, ОАЭ                  | Бой за титул титул чемпиона UFC в лёгком весе.                                                                               |
| Победа    | 22-2   | Тони Фергюсон      | TKO (остановка рефери)            | UFC 249                                 | 9 мая 2020       | 5     | 3:39  | Джэксонвилл, США               | Завоевал временный пояс чемпиона UFC в лёгком весе. «Выступление вечера» (4). «Бой вечера» (5)                               |
| Победа    | 21-2   | Дональд Серроне    | KO (удары)                        | UFC Fight Night 158: Ковбой vs. Гейджи  | 14 сентября 2019 | 1     | 4:18  | Ванкувер, Канада               | «Выступление вечера» (3) |
| Победа    | 20-2   | Эдсон Барбоза      | KO (удар)                         | UFC on ESPN 2: Барбоза vs. Гейджи       | 31 марта 2019    | 1     | 2:30  | Филадельфия, США               | «Бой вечера» (4) |
| Победа    | 19-2   | Джеймс Вик         | KO (удары)                        | UFC Fight Night: Gaethje vs. Vick       | 26 августа 2018  | 1     | 1:27  | Линкольн, США                  | «Выступление вечера» (2) |
| Поражение | 18-2   | Дастин Порье       | TKO (удары)                       | UFC on Fox: Poirier vs. Gaethje         | 14 апреля 2018   | 4     | 0:33  | Глендейл, США                  | «Бой вечера» (3) |
| Поражение | 18-1   | Эдди Альварес      | KO (удар коленом)                 | UFC 218                                 | 2 декабря 2017   | 3     | 3:59  | Детройт, США                   | «Бой вечера» (2) |
| Победа    | 18-0   | Майкл Джонсон      | KO (удар коленом)                 | The Ultimate Fighter: Redemption Finale | 7 июля 2017      | 2     | 4:48  | Лас-Вегас, США                 | Дебют в UFC. «Выступление вечера». «Бой вечера». «Бой года» (2017)                                                           |
| Победа    | 17-0   | Луис Фирмину       | TKO (остановка врачом)            | WSOF 34                                 | 31 декабря 2016  | 3     | 5:00  | Нью-Йорк, США                  | Защитил (5) пояс чемпиона WSOF в лёгком весе                                                                                 |
| Победа    | 16-0   | Брайан Фостер      | TKO (удары ногами)                | WSOF 29                                 | 12 марта 2016    | 1     | 1:43  | Грили, США                     | Защитил (4) пояс чемпиона WSOF в лёгком весе                                                                                 |
| Победа    | 15-0   | Луис Паломино      | TKO (удары)                       | WSOF 23                                 | 18 сентября 2015 | 2     | 4:30  | Финикс, США                    | Защитил (3) пояс чемпиона WSOF в лёгком весе                                                                                 |
| Победа    | 14-0   | Луис Паломино      | TKO (удар ногой и добивание)      | WSOF 19                                 | 28 марта 2015    | 3     | 3:57  | Финикс, США                    | Защитил (2) пояс чемпиона WSOF в лёгком весе                                                                                 |
| Победа    | 13-0   | Мелвин Гиллард     | Раздельное решение                | WSOF 15                                 | 15 ноября 2014   | 3     | 5:00  | Тампа, США                     | Нетитульный бой. Гиллард не уложился в лимит весовой категории, показав на весах 72,03 кг                                    |
| Победа    | 12-0   | Ник Ньюэлл         | TKO (удары)                       | WSOF 11                                 | 5 июля 2014      | 2     | 3:09  | Дейтона-Бич, США               | Защитил (1) пояс чемпиона WSOF в лёгком весе                                                                                 |
| Победа    | 11-0   | Ричард Пэтишнок    | TKO (удары руками и локтями)      | WSOF 8                                  | 18 января 2014   | 1     | 1:09  | Холливуд, США                  | Завоевал пояс чемпиона WSOF в лёгком весе                                                                                    |
| Победа    | 10-0   | Дэн Лозон          | KO (удар)                         | WSOF 6                                  | 28 октября 2013  | 2     | 1:40  | Корал-Гейблс, США              | |
| Победа    | 9-0    | Брайан Кобб        | TKO (удары ногами)                | WSOF 3                                  | 14 июня 2013     | 3     | 2:19  | Лас-Вегас, США                 | |
| Победа    | 8-0    | Гезиас Кавальканте | TKO (остановка врачом)            | WSOF 2                                  | 23 марта 2013    | 1     | 2:27  | Атлантик-Сити, США             | |
| Победа    | 7-0    | Адриан Вальдес     | TKO (удары)                       | Rage in the Cage 164                    | 16 ноября 2012   | 2     | 0:19  | Чандлер, США                   | |
| Победа    | 6-0    | Дрю Фикетт         | KO (удар)                         | Rage in the Cage 163                    | 20 октября 2012  | 1     | 0:12  | Чандлер, США                   | Бой в промежуточном весе (74,84 кг)                                                                                          |
| Победа    | 5-0    | Сэм Янг            | Сабмишн (удушение сзади)          | Rage in the Cage 162                    | 29 сентября 2012 | 2     | 1:58  | Чандлер, США                   | |
| Победа    | 4-0    | Маркус Эдвардс     | Единогласное решение              | ROF 43: Bad Blood                       | 2 июня 2012      | 3     | 5:00  | Брумфилд, США                  | |
| Победа    | 3-0    | Донни Белл         | TKO (удары)                       | ROF 42: Who’s Next                      | 17 декабря 2011  | 2     | 2:57  | Брумфилд, США                  | |
| Победа    | 2-0    | Джо Келсо          | TKO (удары)                       | BTT MMA 2: Genesis                      | 1 октября 2011   | 1     | 4:32  | Пуэбло, США                    | Дебют в лёгком весе |
| Победа    | 1-0    | Кевин Крум         | TKO (бросок)                      | ROF 41: Bragging Rights                 | 20 августа 2011  | 1     | 1:01  | Брумфилд, США                  | Бой в промежуточном весе (72,12 кг)                                                                                          |